# 59-es trolibusz (Prága)
A prágai 59-es jelzésű trolibusz a Nádraží Veleslavín és a Prága-Václav Havel repülőtér között közlekedik, gyors összeköttetést teremtve az A metró és a repülőtér között.

## Története
2024. március 6-án a 119-es buszjárat közlekedését trolibuszokkal váltották ki, egyúttal a viszonylatjelzését 59-esre módosították. A Nádraží Veleslavín és a repülőtér 1-es terminálja között felsővezeték épült, tovább akkumulátoros meghajtással közlekednek a járművek.

## Útvonala
| Nádraží Veleslavín felé                                                                                         | Václav Havel repülőtér felé                                                                               |
| --- | --- |
| Terminál 1 – Aviatická – Schengenská – Jana Kašpara – K Letišti – Evropská – Veleslavínská – Nádraží Veleslavín | Nádraží Veleslavín – Veleslavínská – Evropská – K Letišti – Aviatická – Schengenská – Aviatická – Letiště |

## Megállóhelyei
| 0  | Nádraží Veleslavín végállomás | 17 | A 225 20, 26 R24 R45 S5 S54 |
| 4  | Divoká Šárka                  | 13 | 108, 191, 225               |
| 5  | Nová Šárka                    | 12 |                             |
| 6  | Navigátorů                    | 11 |                             |
| 9  | K Letišti                     | 9  | 100, 191                    |
| 10 | Terminál 3                    | 8  | 100, 191                    |
| 13 | U Hangáru                     | 5  | 100, 191                    |
| ∫  | Schengenská                   | 3  | 100, 191, 319               |
| ∫  | Terminál 2                    | 2  | 100, 191, 319               |
| 15 | Terminál 1 végállomás         | 0  | AE, 100, 191, 319           |
| 16 | Terminál 2                    | ∫  | 100, 191, 319               |
| 17 | Letiště végállomás            | ∫  | 100, 191, 319               |